# Calhoun County (West Virginia)
Calhoun County ist ein County im Bundesstaat West Virginia der Vereinigten Staaten. Der Verwaltungssitz (County Seat) ist Grantsville. Das U.S. Census Bureau hat bei der Volkszählung 2020 eine Einwohnerzahl von 6.229 ermittelt.

## Geographie
Das County liegt etwas nordwestlich des geographischen Zentrums von West Virginia und hat eine Fläche von 727 Quadratkilometern ohne nennenswerte Wasserfläche. Es grenzt im Uhrzeigersinn an folgende Countys: Ritchie County, Gilmer County, Braxton County, Clay County, Roane County und Wirt County.

## Geschichte
Calhoun County wurde am 5. März 1856 aus Teilen des Gilmer County gebildet. Benannt wurde es nach John C. Calhoun, dem siebten Vizepräsidenten der Vereinigten Staaten von 1825 bis 1832 unter den Präsidenten John Quincy Adams und Andrew Jackson und langjährigem US-Senator.

## Demografische Daten

Alterspyramide des Calhoun County

Nach der Volkszählung im Jahr 2000 lebten im Calhoun County 7.582 Menschen in 3.071 Haushalten und 2.201 Familien. Die Bevölkerungsdichte betrug 10 Einwohner pro Quadratkilometer. Ethnisch betrachtet setzte sich die Bevölkerung zusammen aus 98,91 Prozent Weißen, 0,11 Prozent Afroamerikanern, 0,30 Prozent amerikanischen Ureinwohnern, 0,11 Prozent Asiaten, 0,01 Prozent Bewohnern aus dem pazifischen Inselraum und 0,13 Prozent aus anderen ethnischen Gruppen; 0,44 Prozent stammten von zwei oder mehr Ethnien ab. 0,55 Prozent der Bevölkerung waren spanischer oder lateinamerikanischer Abstammung.
Von den 3.071 Haushalten hatten 28,9 Prozent Kinder und Jugendliche unter 18 Jahre, die bei ihnen lebten. 57,0 Prozent waren verheiratete, zusammenlebende Paare, 10,3 Prozent waren allein erziehende Mütter, 28,3 Prozent waren keine Familien, 24,9 Prozent waren Singlehaushalte und in 12,3 Prozent lebten Menschen im Alter von 65 Jahren oder darüber. Die Durchschnittshaushaltsgröße betrug 2,46 und die durchschnittliche Familiengröße lag bei 2,91 Personen.
Auf das gesamte County bezogen setzte sich die Bevölkerung zusammen aus 22,4 Prozent Einwohnern unter 18 Jahren, 8,0 Prozent zwischen 18 und 24 Jahren, 25,9 Prozent zwischen 25 und 44 Jahren, 27,1 Prozent zwischen 45 und 64 Jahren und 16,7 Prozent waren 65 Jahre alt oder darüber. Das Durchschnittsalter betrug 41 Jahre. Auf 100 weibliche Personen kamen 99,7 männliche Personen. Auf 100 Frauen im Alter von 18 Jahren oder darüber kamen statistisch 98,3 Männer.
Das jährliche Durchschnittseinkommen eines Haushalts betrug 21.578 USD, das Durchschnittseinkommen der Familien betrug 26.701 USD. Männer hatten ein Durchschnittseinkommen von 25.609 USD, Frauen 14.304 USD. Das Prokopfeinkommen betrug 11.491 USD. 19,1 Prozent der Familien und 25,1 Prozent der Bevölkerung lebten unterhalb der Armutsgrenze. Davon waren 29,4 Prozent Kinder oder Jugendliche unter 18 Jahre und 24,9 Prozent waren Menschen über 65 Jahre.

## Ortschaften im Calhoun County
Town
- Grantsville

Andere Unincorporated Communities
| - Adam - Altizer - Annamoriah - Arnoldsburg - Ayers - Beech - Bigbend - Big Springs - Cabot Station | - Cremo - Chloe - Dodrill - Douglas - Euclid - Five Forks - Freed - Hathaway - Hattie | - Henrietta - Hur - Joker - Leatherbark - Liberty Hill - Millstone - Milo - Minnora - Mount Zion | - Mudfork - Nicut - Nobe - Oka - Orma - Pink - Pleasant Hill - Purdy | - Rhoda - Richardson - Rocksdale - Russet - Sand Ridge - Stinson - Sycamore - White Pine |